# Flickering Flame:The Solo Years Volume 1
Flickering Flame: The Solo Years Volume 1  es un álbum recopilatorio del material en solitario del exmiembro de Pink Floyd Roger Waters, lanzado en 2002. Fue editado en América del Norte el 30 de mayo de 2011 junto a otros álbumes como solista en la caja recopilatoria The Album Collection.
El álbum se vendió por separado de la compilación, por un plazo de 12 meses
Fue lanzado en muchos países en una copia de disco óptico protegida, por lo tanto no cumple con el estándar de un CD, y no se les permitió utilizar el logotipo de CD. Estas ediciones llevaban la leyenda "no reproducir en PC/MAC". En otros países, el álbum fue lanzado en un verdadero CD. El disco llevaba el logotipo de CD, y la portada no tenía la advertencia que indicaba que no se podía escuchar en una computadora.
Al igual que Echoes: The Best of Pink Floyd, A Foot in the Door, u otras compilaciones de Pink Floyd, las canciones están unidas de manera que parezcan una sola pista de 1 hora.

## Lista de canciones
Todas las canciones escritas y compuestas por Roger Waters, excepto "Knockin' on Heaven's Door", compuesta por Bob Dylan, y "Lost Boys Calling", compuesta por Roger Waters y Ennio Morricone.
1. "Knockin' on Heaven's Door" – 4:06
(de la película de 1997 The Dybbuk of The Holy Apple Fiel)
2. "Too Much Rope" – 5:12
(de Amused to Death, 1992)
3. "The Tide Is Turning" – 5:24
(de Radio K.A.O.S., 1987)
4. "Perfect Sense, part I & II" [en vivo] – 7:22
(de In the Flesh - Live, 2000)
5. "Three Wishes" – 6:49
(de Amused to Death, 1992)
6. "5:06 AM (Every Stranger's Eyes)" – 4:47
(de The Pros and Cons of Hitch Hiking, 1984)
7. "Who Needs Information" – 5:55
(de Radio K.A.O.S., 1987)
8. "Each Small Candle" [en vivo] – 8:34
(de In The Flesh - Live, 2000)
9. "Flickering Flame [demo inédito]" – 6:45
(2001)
10. "Towers of Faith" – 6:52
(de When the Wind Blows (banda sonora), 1986)
11. "Radio Waves" – 4:31
(de Radio K.A.O.S., 1987)
12. "Lost Boys Calling [original demo]" – 4:06
(la versión completa aparece en la película de 1999, The Legend of 1900)

## Personal

### Pista 1, Knockin' On Heaven's Door
- Roger Waters – voz, bajo
- Simon Chamberlain – teclados
- Clem Clempson – guitarra acústica y eléctrica
- Katie Kissoon – coros
- Nick Griffiths – producción

### Pistas 2, Too Much Rope y 5, Three Wishes
- Roger Waters – voz
- Patrick Leonard – teclados
- Andy Fairweather Low – Rickenbacker de 12 cuerdas tocado con una pluma
- Geoff Whitehorn – guitarra
- Steve Lukather – guitarra adicional
- James Johnson – bajo
- Graham Broad – batería
- Luis Conte – percusión
- Katie Kissoon – coros
- Doreen Chanter – coros
- Jessica & Jordan Leonard – los niños que gritan al final
- National Philharmonic Orchestra
- Patrick Leonard y Roger Waters – producción
- Nick Griffiths – coproducción y grabación
- James Guthrie – mezcla

### Pistas 3, The Tide Is Turning, 7, Who Needs Information y 11, Radio Waves
- Roger Waters – voz, bajo
- Andy Fairweather Low y Jay Stapel – guitarra eléctrica
- Mel Collins – saxofón
- Ian Ritchie – fairlight programming, drum programming, piano, keyboards
- Graham Broad – drums and percussion
- Suzanne Rhatigan – main backing vocals
- Ian Ritchie, John Phirkell, Peter Thomas – horn section
- Ian Ritchie – arranged
- Roger Waters & Ian Ritchie – produced

### Pistas 4, Perfect Sense, Part I & II y 8, Each Small Candle
- Roger Waters – words & music, vocals, bass & guitar
- Doyle Bramhall II – guitar
- Graham Broad – drums
- Jon Carin – keyboards
- Andy Fairweather – guitar, bass & vocal
- Katie Kissoon, Susannah Melvion, P P Arnold – low vocals
- Andy Wallace – hammond/keyboards
- Snowy White – guitar
- James Guthrie – produced & mixed

### Pista 6, 5.06am (Every Stranger´s Eyes)
- Roger Waters – words & music, vocal, bass, guitar
- Andy Bown – hammond organ & 12 string guitar
- Ray Cooper – percussion
- Eric Clapton – lead guitar
- Michael Kamen – piano, National Philharmoninc Orchestra conducted & arranged
- Andy Newmark – drums
- David Sanborn – saxophone
- Madeline Bell, Katie Kissoon, Doreen Chanter – backing vocals
- Raphael Ravenscroft, Kevin Flanagan, Vic Sullivan – horns
- Roger Waters & Michael Kamen – produced

### Pista 9, Flickering Flame
- Roger Waters – words & music, vocals, acoustic guitar, bass
- Jon Carin – keyboards
- Doyle Bramhall II – guitar, bass
- Roger Waters & Nick Griffiths – produced

### Pista 10, Towers of Faith
- Roger Waters – words & music, vocals
- Matt Irving – keyboards
- Jay Stapely – electric guitar
- John Linwood – linn programming
- Freddie KRC – drums
- Mel Collins – saxophone
- John Gordon – bass
- Clare Torry – vocals
- Roger Waters – produced
- Nick Griffiths – co-producer & engineer
- Colin Lyon – assistant engineer

### Pista 12, Lost Boys Calling (original demo)
- Ennio Morricone – music
- Roger Waters – words, vocals
- Rick Wentworth – orchestration
- Nick Griffiths – mixed